# 梅里亞姆 (伊利諾伊州)
梅里亞姆（英語：Merriam）是位於美國伊利諾伊州韋恩縣的一個非建制地區。該地的面積和人口皆未知。

## 地理
梅里亞姆的座標為38°21′45″N 88°16′38″W / 38.36250°N 88.27722°W，而該地的平均海拔高度為127米（即417英尺）。